# Кам'яна криниця (Теребовлянський район)
Кам'яна́ Крини́ця — гідрологічна пам'ятка природи місцевого значення в Україні. Розташована на території Тернопільського району Тернопільської області, на схід від села Лошнів, у верхів'ї глибокої балки.
Площа — 0,02 га, статус отриманий у 2009 році.